# Conseil national de la science, de la technologie et de l'innovation technologique
Le Conseil national de la science, de la technologie et de l'innovation technologique (en espagnol : Consejo nacional de ciencia, tecnología e innovación tecnológica, acronyme: CONCYTEC) est un organisme public péruvien ayant pour objet de coordonner et de financer les activités de l'État péruvien dans les domaines de la science, de la technologie et de l'innovation. Fondé en 1981 par une loi organique, la ley orgánica del Consejo nacional de ciencia y tecnología, cet organisme est présidé depuis 2017 par la physiologiste Fabiola León-Velarde.